# Самуэльсон, Пол
Пол Э́нтони Самуэ́льсон (англ. Paul Anthony Samuelson; 15 мая 1915, Гэри, штат Индиана, США — 13 декабря 2009, Белмонт, Массачусетс, США) — американский экономист-неокейнсианец, специализировался на макроэкономике. Лауреат Нобелевской премии по экономике (1970). Он был автором самого популярного учебника по экономике — Экономика: вводный анализ (1948).
Книга Самуэльсона Экономика: вводный анализ была второй американской книгой, которая объясняла принципы кейнсианства. Сейчас эта книга находится в 19-м издании, суммарные продажи по всему миру достигли 4 миллионов копий, книга переведена на 40 языков. Член Национальной академии наук США (1970).
Газета The New York Times назвала Самуэльсона «самым выдающимся академическим экономистом XX века».

## Биография
Пол Самуэльсон родился в небольшом сталелитейном городке Гэри в штате Индиана в семье аптекаря Фрэнка Самуэльсона и Эллы Липтон, еврейских иммигрантов из Польши. Младший брат Пола — экономист Роберт Саммерс, в молодости сменил фамилию, был женат на сестре Кеннета Эрроу, их сын — бывший министр финансов Лоуренс Саммерс. Родным языком Пола с детства был английский.
В 1923 году Самуэльсон переехал в Чикаго, где окончил среднюю школу Гайд-Парка (теперь Академия карьеры Гайд-Парка). Затем он учился в Чикагском университете и получил степень бакалавра искусств. Он сказал, что родился как экономист в 8:00 утра 2 января 1932 года в аудитории Чикагского университета. В 1936 получил степень магистра, а в 1941 доктора философии (Ph.D.) в Гарварде.
В 1940 году он стал доцентом кафедры экономики и руководителем отдела истории, администрации и экономики Гарвардского университета. В том же году, начал работать, а позже (в 1962) стал профессором Массачусетского технологического института. В 1948 году получил стипендию Гуггенхайма.
В 1960-е годы был советником по экономическим вопросам президентов Дж. Ф. Кеннеди и Л. Джонсона.
Учёный получил Нобелевскую премию по экономике в 1970 году «за научную работу, развившую статическую и динамическую экономическую теорию и внесшую вклад в повышение общего уровня анализа в области экономической науке». Он третий лауреат этой премии после первой премии, присуждённой совместно в 1969 году, и первый американец.
Самуэльсон умер после непродолжительной болезни у себя дома в городе Бельмонт, штат Массачусетс 13 декабря 2009 года в возрасте 94 лет. О его смерти объявил Массачусетский технологический институт.

## Вклад в науку

### Неокейнсианство
Считается инициатором «неоклассического синтеза» (объединения в одну концепцию неоклассической микроэкономики и кейнсианской макроэкономики) и одним из основателей неокейнсианства.

### Учебники по экономической теории

#### Основания экономического анализа
Книга Пола Самуэльсона «Основания экономического анализа» (1946) считается его великим произведением. Она происходит от его докторской диссертации и была вдохновлена классическими термодинамическими методами. Книга предлагает:
- изучить базовые аналогии между центральными чертами теоретической и прикладной экономики;
- изучить, как операционно значимые теоремы могут быть получены с помощью небольшого количества аналогичных методов.

Чтобы вывести «общую теорию экономических теорий». Книга показала, как эти цели можно экономно и плодотворно достичь, используя язык математики, примененной к различным подотраслям экономики. Книга предлагает две общие гипотезы как достаточные для ее целей:
- максимизация поведения агентов (включая потребителей в отношении полезности и коммерческих фирм в отношении прибыли) и
- экономические системы (включая рынок и экономику) в стабильном равновесии.

В первом принципе его взгляды представляют идею о том, что все участники, будь то фирмы или потребители, стремятся к чему-то максимизировать. Они могли пытаться максимизировать прибыль, полезность или богатство, но это не имело значения, поскольку их усилия улучшить свое благосостояние станут базовой моделью для всех участников экономической системы. Его второй принцип был сосредоточен на обеспечении понимания функционирования равновесия в экономике. Как правило, на рынке предложение равно спросу. Однако, он подчеркнул, что это может быть не так и что важно обратить внимание на естественную точку покоя системы. Основы представляют вопрос о том, как будет реагировать равновесие, если его переместить из оптимальной точки. Самуэльсон также оказал влияние, предоставив объяснение того, как изменения в определенных факторах могут повлиять на экономическую систему. Например, он мог бы объяснить экономический эффект изменения налогов или новых технологий.
В ходе анализа сравнительная статика (анализ изменений в равновесии системы, которые являются результатом изменения параметра системы) формализуется и четко формулируется.
В разделе об экономике благосостояния «попытка(ы) дать краткий, но достаточно полный обзор всей отрасли экономики благосостояния». Он также раскрывает и развивает то, что обычно называют функцией социального обеспечения Бергсона-Самуэльсона. Он показывает, как представить (в вычислении максимизации) все реальные экономические показатели любой системы убеждений, которая требуется для последовательного ранжирования различных возможных социальных конфигураций в этическом смысле как «лучше», «хуже» или «безразлично друг к другу».

#### Экономика: вводный анализ
Самуэльсон также является автором (а с 1985 года — соавтором) влиятельного учебника по основам экономики, впервые опубликованного в 1948 году (19-е изд. по состоянию на 2010 год; многочисленные переиздания). Книга продавалась тиражом более 300 000 экземпляров каждого издания с 1961 по 1976 год и была переведена на сорок один язык. По состоянию на 2018 год было продано более четырех миллионов экземпляров. В 12-м издании (1985 год) Уильям Нордхаус присоединился в качестве соавтора. К 1988 году книга Самуэльсона стала самым продаваемым учебником по экономике всех времен.
Самуэльсона однажды процитировали: «Пусть те, кто хочет, пишут законы страны, если я могу писать ее учебники». Написанный в тени Великой депрессии и Второй мировой войны, он помог популяризировать идеи Джона Мейнарда Кейнса. Основное внимание уделялось тому, как избежать или хотя бы смягчить повторяющиеся спады экономической активности.
Самуэльсон писал: «Не будет лишним сказать, что повсеместное создание диктатур и последовавшая за этим Вторая мировая война в немалой степени обусловлены неспособностью мира адекватно решить эту основную экономическую проблему [Великую депрессию]». Это отражало озабоченность самого Кейнса экономическими причинами войны и важностью экономической политики для укрепления мира.
Книга Самуэльсона была второй, представившей кейнсианскую экономику широкой аудитории, и, безусловно, самой успешной. Канадский экономист Лори Таршис[en], который был студентом, посещавшим лекции Кейнса в Гарварде в 1930-х годах, опубликовал в 1947 году вводный учебник, включающий конспекты его лекций, под названием «Элементы экономики».

### Макроэкономические прогнозы
В 1961 году Самуэльсон сделал предположение, что в период с 1984 по 1997 год СССР, возможно, перегонит США по величине экономики (предположение не оправдалось).

## Оценки
Присуждая премию в 1970 году, Шведская королевская академия наук заявила, что он «сделал больше, чем любой другой современный экономист, для повышения уровня научного анализа в экономической теории».
Экономический историк Рэндалл Э. Паркер назвал его «отцом современной экономики», а The New York Times считает его «самым выдающимся академическим экономистом XX века».
The Economist писал, что Самуэльсон, вероятно, был самым влиятельным экономистом второй половины XX века.
Сам Пол Самуэльсон в 1962 году в президентском обращении к Американской экономической ассоциации отмечал: «С точки зрения чисто экономической теории Карла Маркса можно рассматривать как мелкого пострикардианца».

## Награды и статус
- Президент Международной экономической ассоциации (1965—68).
- Президент Эконометрического общества (1952).
- Член-корреспондент Британской академии (1960).
- Президент Американской экономической ассоциации (1961).
- Награждён медалью Дж. Б. Кларка (1947).
- Награждён Национальной научной медалью США (1996).

## Семья
Самуэльсон был дважды женат и имел шестерых детей и 15 внуков.

## Сочинения
- Самуэльсон П. Э. Экономика: вводный анализ (англ. Economics: An Introductory Analysis, 1948)
- Самуэльсон П., Дорфман Р., Солоу Р. Линейное программирование и экономический анализ (англ. Linear Programming and Economic Analysis, 1958)
- Самуэльсон П. Э. Принцип максимизации в экономическом анализе / Нобелевская лекция, прочитанная в Стокгольме 11 декабря 1970 г. — М.: THESIS, 1993, вып. 1. (англ. Maximum Principle in Analytical Economics, 1972)
- Самуэльсон П. Э. Монополистическая конкуренция — революция в теории // Вехи экономической мысли. Том 2. Теория фирмы / Под общ. ред. В. М. Гальперина. — СПб: Экономическая школа. 1999. — С. 354—370. — ISBN 5-900428-49-4
- Самуэльсон П. Э. Основания экономического анализа / Пер. с англ. под ред. П. А. Ватника. — СПб.: Экономическая школа, 2002. — 604 с. — ISBN 5-900428-75-3
- Самуэльсон П. Э. Общественные кривые безразличия // Вехи экономической мысли. Том 4. Экономика благосостояния и общественный выбор / Под общ. ред. А. П. Заостровцева. — СПб: Экономическая школа. 2004, С. 135—164 — ISBN 5-902402-07-7
- Самуэльсон П. Э. Чистая теория общественных расходов // Вехи экономической мысли. Том 4. Экономика благосостояния и общественный выбор/Под общ. ред. А. П. Заостровцева. — СПб: Экономическая школа. 2004, С. 371—376 — ISBN 5-902402-07-7
- Самуэльсон П. Э., Столпер У. Протекционизм и реальная заработная плата // Вехи экономической мысли. Т. 6. Международная экономика. — М.: ТЕИС, 2006, C. 188—204. — ISBN 5-7598-0439-1
- Самуэльсон П. Э. Еще раз о международном выравнивании цен факторов производства // Вехи экономической мысли. Т. 6. Международная экономика. — М.: ТЕИС, 2006. C. 205—219. — ISBN 5-7598-0439-1
- Самуэльсон П. Э. Проблемы трансферта и транспортные издержки // Вехи экономической мысли Т.6 Международная экономика- М.: ТЕИС, 2006. — C. 364—390. — ISBN 5-7598-0439-1
- Самуэльсон П. Э. Цены факторов производства и товаров в состоянии общественного равновесия // Вехи экономической мысли. Т. 6. Международная экономика. — М.: ТЕИС, 2006. — C. 391—409. — ISBN 5-7598-0439-1
- Самуэльсон П. Э. Интервью с Полом Самуэльсоном / Conor Clarke The Atlantic, Jun 17 2009
- Самуэльсон П. Экономическая теория и математика — оценка = Economic Theory and Mathematics — an Appraisal // Экономическая политика. — 2012. — № 3. — С. 115—126.
- Самуэльсон П. Интерпретация марксистского понятия эксплуатации: краткий обзор так называемой проблемы трансформации марксистской стоимости в конкурентные цены = Understanding the Marxian Notion of Exploitation: A Summary of the So-Called Transformation Problem Between Marxian Values and Competitive // Экономическая политика. — 2012. — № 4—5.
- Самуэльсон П. Марксистская экономическая теория как экономическая теория = Marxian Economics as Economics // Экономическая политика. — 2012. — № 6. — С. 189—198.
- Самуэльсон П., Нордхаус В. Экономика. — М.: Вильямс, 2014. — 1360 с. — ISBN 978-5-8459-1714-0.